# Neosemidalis detrita
Neosemidalis detrita är en insektsart som först beskrevs av Robert McLachlan 1867.
Neosemidalis detrita ingår i släktet Neosemidalis och familjen vaxsländor. Inga underarter finns listade i Catalogue of Life.